# Follow the Reaper
Follow the Reaper – trzeci album grupy Children of Bodom. Płyta wydana w 2000 roku przez wytwórnie Spinefarm Records i Nuclear Blast.
Według danych z kwietnia 2002 album sprzedał się w nakładzie 7,946 egzemplarzy na terenie Stanów Zjednoczonych.

## Lista utworów
1. "Follow the Reaper" – 3:47
2. "Bodom After Midnight" – 3:43
3. "Children of Decadence" – 5:34
4. "Everytime I Die" – 4:03
5. "Mask of Sanity" – 3:58
6. "Taste of My Scythe" – 3:58
7. "Hate Me!" – 4:44
8. "Northern Comfort" – 3:48
9. "Kissing the Shadows" – 4:32
10. "Don't Stop at the Top" (cover Scorpions) - 3:24 (utwór dodatkowy)
11. "Shot in the Dark" (cover Ozzy Osbourne) - 3:38 (utwór dodatkowy)
12. "Hellion" (cover W.A.S.P.) – 3:02 (utwór dodatkowy)
13. "Aces High" (cover Iron Maiden) - 4:28 (utwór dodatkowy)

## Twórcy
- Alexi Laiho - śpiew, gitara
- Alexander Kuoppala - gitara
- Henkka T. Blacksmith - gitara basowa
- Janne Wirman - keyboard
- Jaska W. Raatikainen - perkusja